# Pseudoscopelus
Pseudoscopelus is een geslacht van straalvinnige vissen uit de familie van chiasmodontiden (Chiasmodontidae). Het geslacht is voor het eerst wetenschappelijk beschreven in 1892 door Luetken.

## Soorten
De volgende soorten zijn bij het geslacht ingedeeld:
- Pseudoscopelus altipinnis Parr, 1933
- Pseudoscopelus aphos Prokofiev & Kukuev, 2005
- Pseudoscopelus astronesthidens Prokofiev & Kukuev, 2006
- Pseudoscopelus australis Prokofiev & Kukuev, 2006
- Pseudoscopelus bothrorrhinos Melo, Walker & Klepadlo, 2007
- Pseudoscopelus cephalus Fowler, 1934
- Pseudoscopelus cordilluminatus Melo, 2010
- Pseudoscopelus lavenbergi Melo, Walker & Klepadlo, 2007
- Pseudoscopelus obtusifrons (Fowler, 1934)
- Pseudoscopelus odontoglossum Melo, 2010
- Pseudoscopelus parini Prokofiev & Kukuev, 2006
- Pseudoscopelus paxtoni Melo, 2010
- Pseudoscopelus pierbartus Spitz, Quéro & Vayne, 2007
- Pseudoscopelus sagamianus Tanaka, 1908
- Pseudoscopelus scriptus Lütken, 1892
- Pseudoscopelus scutatus Krefft, 1971